# ریپابلیکا
ریپابلیکا (انگلیسی: Republica) گروه موسیقی آلترناتیو راک انگلیسی است که در سال ۱۹۹۴ تشکیل شد. این گروه در فاصلهٔ سال‌های ۱۹۹۶ تا ۱۹۹۹ به اوج محبوبیت خود رسید. ریپابلیکا در سال ۲۰۰۱ به فعالیت خود وقفه داد و در سال ۲۰۰۸ دوباره فعالیتش را از سر گرفت. صدای موسیقی ریپابلیکا توسط اعضای گروه به‌عنوان ترکیبی از «تکنوپاپ پانک راک» توصیف شده است. ترکیب کنونی اعضا شامل سفران (خواننده)، تیم دورنی (کیبورد) و جانی میل (گیتار) است.

## ترانه‌شناسی

### آلبوم‌های استودیویی
| عنوان        | جزئیات آلبوم                                                          | بالاترین جایگاه جدول | بالاترین جایگاه جدول | بالاترین جایگاه جدول | بالاترین جایگاه جدول | بالاترین جایگاه جدول | بالاترین جایگاه جدول | بالاترین جایگاه جدول | بالاترین جایگاه جدول | بالاترین جایگاه جدول | گواهی‌نامه‌ها   |
| عنوان        | جزئیات آلبوم                                                          | UK                   | AUS                  | AUT                  | GER                  | NED                  | NZ                   | SCO                  | SWI                  | US                   | گواهی‌نامه‌ها   |
| ------------ | --------------------------------------------------------------------- | -------------------- | -------------------- | -------------------- | -------------------- | -------------------- | -------------------- | -------------------- | -------------------- | -------------------- | ------------- |
| ریپابلیکا    | - انتشار: ۳۰ ژوئیه ۱۹۹۶ - ناشر: دیکانستراکشن - فرمت: کاست، سی‌دی، ال‌پی | ۴                    | ۹۵                   | ۳۴                   | ۴۷                   | ۳۶                   | ۲۶                   | ۹                    | ۴۸                   | ۱۵۳                  | - بی‌پی‌آی: طلا |
| اسپید بالادز | - انتشار: ۵ اکتبر ۱۹۹۸ - ناشر: دیکانستراکشن - فرمت: کاست، سی‌دی، ال‌پی  | ۳۷                   | —                    | —                    | —                    | —                    | —                    | ۴۵                   | —                    | —                    | —             |
| Damaged Gods | - انتشار: ۲۰۲۵ - ناشر: آرمالایت ایندستریز - فرمت: TBA                 | To be released       | To be released       | To be released       | To be released       | To be released       | To be released       | To be released       | To be released       | To be released       |               |

### آلبوم‌های گردآوری‌شده
| عنوان                     | تاریخ انتشار | ناشر |
| ------------------------- | ------------ | ---- |
| آماده برای رفتن: بهترین‌ها | مه ۲۰۰۲      | کمدن |

### آلبوم‌های زنده
| عنوان           | تاریخ انتشار | ناشر  |
| --------------- | ------------ | ----- |
| زنده در آستوریا | مارس ۲۰۱۳    | مستقل |

### آلبوم‌های چندآهنگه
| عنوان          | تاریخ انتشار | ناشر  |
| -------------- | ------------ | ----- |
| کریستیانا اوبی | مارس ۲۰۱۳    | مستقل |